# A33-as autópálya (Németország)
Az A33-as autópálya (németül: Bundesautobahn 33) egy autópálya Németországban. Hossza 112,8 km.